# Burlamacco
Il Burlamacco è la maschera ufficiale del Carnevale di Viareggio e la mascotte della città.

## Etimologia
Il nome Burlamacco, un richiamo della “burla” carnevalesca, ha diverse ascendenze: “Burlamacca” è il canale che attraversa la città di  Viareggio. Altra ipotesi, ma piuttosto lontana, è quella che vede il nome Burlamacco avvicinarsi a quello di un personaggio romanzato, il Buffalmacco rinascimentale, uno dei protagonisti del Decameron di Giovanni Boccaccio. Versione tra le più accreditate è quella dello pseudonimo che usava il suo autore in certe opere. Un'ulteriore ipotesi è che il Burlamacco derivi da Francesco Burlamacchi, uomo politico della Repubblica di Lucca. Il cappello che indossa la maschera è quello degli ambasciatori lucchesi ed i colori di Burlamacco richiamano quelli del comune di Lucca.

## Storia
È stata creata nel 1930 dal pittore futurista e grafico viareggino Uberto Bonetti, assieme alla sua compagna Ondina (una giovane bagnante tipica di quegli anni), per veicolare la nota manifestazione sul manifesto pubblicitario dell'edizione 1931: grazie alla sua immediata popolarità divenne ben presto il logo ante-litteram del Carnevale versiliese. 
È un insieme di caratteristiche delle principali maschere italiane dell'epoca: così abbiamo il cappello di Rugantino, il mantello del dottor Balanzone, il costume a scacchi stile Arlecchino, la gorgiera bianca alla Capitan Fracassa (o Capitan Spaventa) e il bottone bianco del Pierrot francese. 
Dopo la sua prima comparsa, la maschera rimane senza nome per 8 anni. Col passare del tempo il Burlamacco si evolve, si trasforma e si aggiorna pur rimanendo sempre fedele al modello iniziale e con lui anche Ondina, sua compagna già dal manifesto del '31, che compare e scompare a fasi alterne nei manifesti carnevalari di Viareggio, divenendo anche lei una maschera. Il 21 dicembre 1988 Burlamacco entra, come maschera ufficiale del Carnevale di Viareggio, al Museo nazionale delle arti e tradizioni popolari di Roma. Una figura monumentale in carta a calco di Burlamacco è esposta al Musée de l'Homme di Parigi.

## Descrizione
È caratterizzato da una tuta tubolare in stile futurista a rombi biancorossi, un bottone bianco sulla pancia, un alto bicorno rosso, mantello nero e faccia truccata da clown, evocante la risata e lo scherzo. In seguito lo stesso Bonetti presentò alcune varianti della maschera, sempre sui manifesti pubblicitari del Carnevale, tra cui ricordiamo la versione pop art del 1967 e quella postmodernista del 1980, ma la versione classica è quella più conosciuta ed è anche quella che ormai si è cristallizzata nella tradizione.